# The Shocks
The Shocks waren eine Punkband aus Berlin.

## Geschichte
1995 durch SMail und Halle-Jan als Plastix im Keller des ehemals besetzten Hauses in der Schönhauser Allee 20 gegründet, war die Band neben „klassischen“ Elementen aus Punkrock und Garagepunk auch beeinflusst vom Surf und Rock ’n’ Roll. Deutschlandweit und international bekannt wurde die Band, neben ihren Veröffentlichungen, auch durch ihre ständige Livepräsenz, wie auf Touren durch die Schweiz, England, Österreich, Tschechien, Ungarn oder Niederlande. Ebenfalls spielten sie auf verschiedenen Festivals, wie beim 48er, Force Attack, Endless Summer Open Air, Back-To-Future-Festival, Punk im Pott oder der Fête de la Musique in Berlin.
Eine für 2003 geplante Tour mit The Briefs und The Epoxies durch die USA konnte nicht durchgeführt werden, da die Band am Flughafen nicht einreisen durfte und darauf folgend das Land wieder verlassen musste. Verarbeitet wurde diese geplatzte Tour auf der EP Banned from the USA.
Ende des Jahres 2012 erschien eine Kompilation mit seltenen und einigen bisher unveröffentlichten Liedern auf Vinyl.
Nach einer Pause im Frühjahr 2009 löste sich die Band im selben Jahr in der letzten Besetzung zwischenzeitlich auf, spielte aber bis 2023 immer wieder Live. Am 2. September 2023 spielten sie ihr letztes bzw. Abschiedskonzert "OVER N OUT" im Berliner SO36 und lösten sich danach nach eigener Aussage endgültig auf.

## Diskografie

### Plastix
- 1996: Beamtenarsch, Samplerbeitrag auf "Berlin Mitte" (7" Compilation, Plattenbau 001)
- 1998: Stupid Over You #5 (CD Compilation, Stupid Over You)
- 2001: Grüße aus dem Osten!!! (Tape Compilation, mare)

### Shocks
- 1996: Too Many Kicks in '96 (7"), Attack Records
- 1999: Holiday on Zyklonbay (7"), Attack Records
- 2000: Antiscene – Fehlpressung 2000 (7"), Attack Records
- 2000: Keine Arbeit, (Split-EP mit Antidote und Strohsäcke), Attack Records
- 2000: Punk Rock BRD Vol.1 (LP Compilation, Weird System)
- 2001: Stupid Over You #10 (CD Compilation, Stupid Over You)
- 2002: More Cuts For You In Zero 2 (CD/LP), Dirty Faces Records / Attack Records
- 2003: The 7-Inches (CD/LP), Dirty Faces Records / Attack Records[2]
- 2003: Bored to Be in Zero 3 (CD/LP), Dirty Faces Records[3]
- 2003: The Shocks / Shakin Nasties Split (Split-EP mit Shakin Nasties), Fanboy Records
- 2004: The Briefs / The Shocks - I Know / Insekt, Dirty Faces Records
- 2004: Banned from the USA (7"), Dirty Faces Records
- 2004: Live Energy from '99 to '03 (CD), Fragil Records
- 2004: Shocks – Banned from the USA 7" / MCD + Bonustracks und Video[4]
- 2006: Endsieg (7"), Puke N Vomit Records[5]
- 2007: BRACE...BRACE... (CD/LP), Dirty Faces Records[6]
- 2012: The 7-Inches Pt. II (LP), Dirty Faces Records
- 2020: Live in Mülheim/Ruhr 2003 (LP), Dirty Faces Records